# Mil, quatrocentos e sessenta
Mil, quatrocentos e sessenta e seu sucessor, mil, quatrocentos e sessenta e um são respectivamente o número de anos julianos e o número de anos egípcios que devem se passar entre duas épocas em que estes calendários estão sincronizados.
Um ano egípcio consistia de trezentos e sessenta e cinco dias, sem a correção do ano bissexto. Um ano do calendário juliano também consistia de trezentos e sessenta e cinco dias, porém, a cada quatro anos, um dia extra era acrescentado a este ano, fazendo com que, em média, este ano tivesse trezentos e sessenta e cinco dias e um quarto.
Em Alexandria, na época do imperador Augusto, usavam-se os dois calendários. Estes calendários estavam quase sempre fora de sincronia, e o primeiro dia de seus calendários, 1 do mês Thoth, só coincidia uma vez a cada 1460 anos julianos ou 1461  anos egípcios. Na época de Augusto, os dois calendários coincidiram a partir do dia 29 de agosto do ano 25 a.C..